# Platinum Hits
Platinum Hits est un terme utilisé pour désigner une gamme de jeux Xbox sélectionnés, considérés par Microsoft comme ayant vendu un nombre considérable d'unités sur la plateforme dans les neuf mois suivant leur sortie, et dont le prix est ramené de leur prix de vente conseillé initial à un prix plus bas, généralement de 19,99 $, bien que les packs multi-jeux puissent être vendus à un prix plus élevé. Sur les marchés PAL, une gamme budgétaire similaire est connue sous le nom de Xbox Classics (19,99 €) et Best of Classics (9,99 €). Au Japon, ces jeux sont connus sous le nom de Platinum Collection et coûtent généralement 2 800 ¥, avec un certain nombre de jeux tels que Grand Theft Auto IV et Dynasty Warriors 6 à un prix plus élevé de 3 800 ¥. Les conditions de vente peuvent varier d'une région à l'autre.

## Histoire
Le 8 septembre 2006, Microsoft annonce que la Platinum Collection serait étendue à la plateforme Xbox 360. Le 20 septembre 2006, lors de la conférence Pre-Tokyo Game Show de Microsoft, la société annonce les Platinum Hits pour la Xbox 360 en Amérique du Nord, au prix de 29,99 $ et les Classics au Royaume-Uni au prix de 24,99 £. Une deuxième vague de titres est lancée début 2007, avec des jeux supplémentaires ajoutés périodiquement.
Les jeux Platinum Family Hits sont des jeux Platinum Hits spéciaux qui ont été désignés comme étant adaptés à tous les âges. Tous les jeux Platinum Family Hits sont classés « E » par l'ESRB, à l'exception de X-Men Legends, classé « T », et de quatre jeux classés E10+ : Sonic the Hedgehog, Sonic Unleashed, Lego Star Wars II : La Trilogie originale et Banjo-Kazooie: Nuts and Bolts. Cependant, tous les titres Platinum Hits qui reçoivent une classification E ne sont pas étiquetés avec la désignation Family Hits. Comme pour les titres Platinum Hits, le nouveau prix de vente conseillé (MSRP) est de 19,99 dollars.
Les Best of Platinum Hits sont des best-sellers Platinum Hits sélectionnés dont le prix de vente conseillé est de 9,99 dollars et dont le logo « Best of Platinum Hits » est légèrement différent sur l'emballage. Les Best of Platinum Family Hits sont choisis dans la gamme Platinum Family Hits. 